# Jupp Rübsam

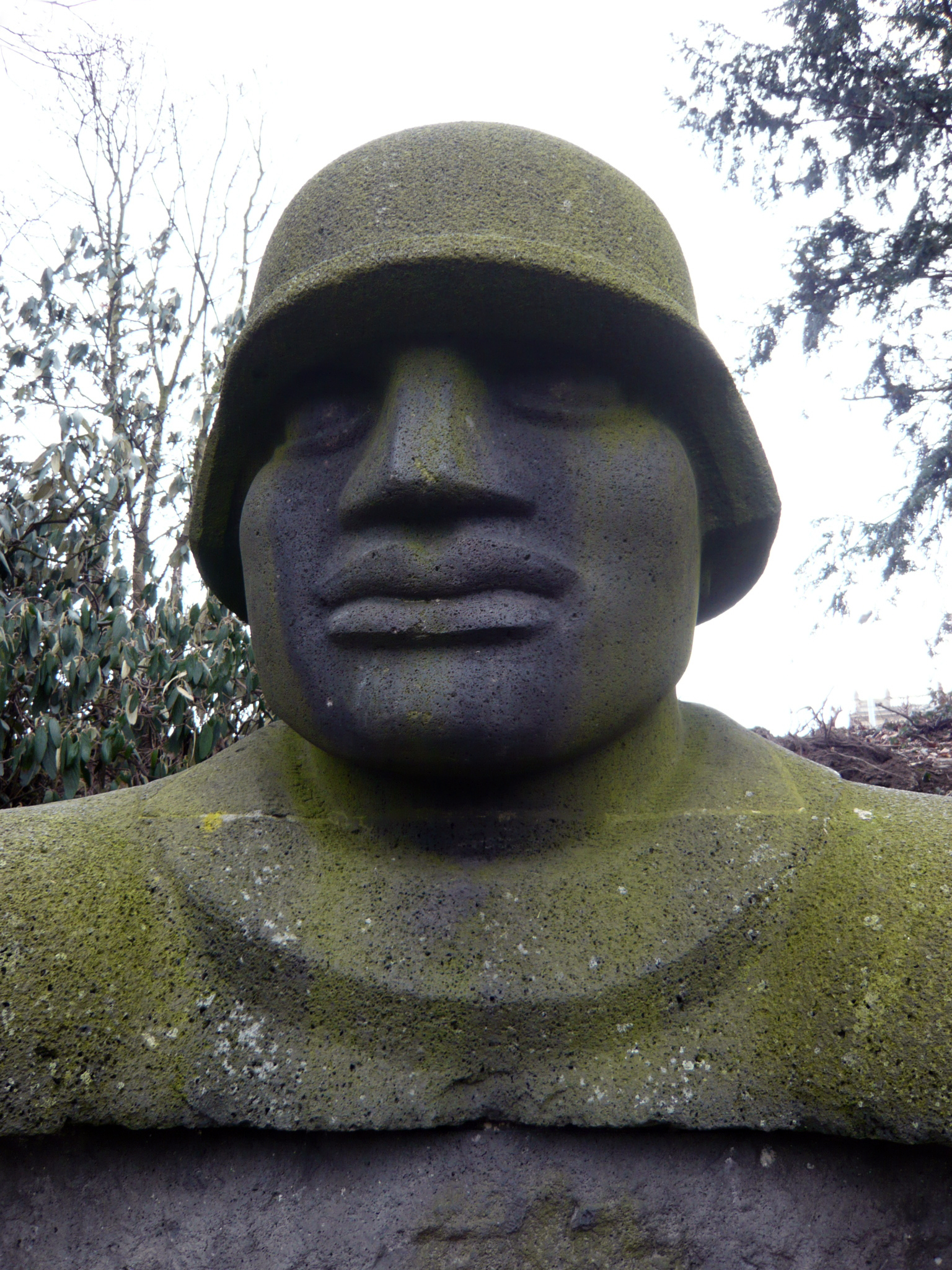
Denkmal der 39er (Teilansicht)

Jupp Rübsam (* 30. Mai 1896 in Düsseldorf; † 25. April 1976 in Nettetal) war ein deutscher Bildhauer.

## Leben und Wirken
Von 1912 bis 1914 besuchte Rübsam, Sohn des Steinhauers und Maurers Rudolf Rübsam, die Bildhauerklasse von Hubert Netzer an der Kunstgewerbeschule Düsseldorf. Mit Beginn des Ersten Weltkriegs unterbrach er seine Studien und meldete sich als Freiwilliger. Als Angehöriger des Niederrheinischen Füsilierregiments Nr. 39 geriet er 1916 in französische Kriegsgefangenschaft. Nach der Entlassung aus dem Internierungslager setzte er von 1920 bis 1925 seine künstlerische Ausbildung als Meisterschüler von Netzer an der Kunstakademie Düsseldorf fort und wohnte im Haus der Witwe Kohlschein in Düsseldorf-Oberkassel. In dieser Zeit gehörte er den Künstlergruppen Junges Rheinland und Rheingruppe, dem Düsseldorfer Künstlerverein Malkasten sowie dem Kreis um Mutter Ey an. Während und nach seiner Ausbildung schuf er zahlreiche Plastiken und Skulpturen für den öffentlichen Raum, etwa die Plastik Spielende Fohlen in Mülheim an der Ruhr (1927), das 39er-Ehrenmal in Düsseldorf (1927/28) sowie verschiedene Heiligenfiguren für die Kirche des Klosters Marienthal (1929–1939). Sein Atelier befand sich Ende der 1920er bis 1930er Jahre im „Städtischen Atelierhaus“ der Kunstakademie in Stockum. In den 1920er Jahren war er eng mit Walter Ophey, Ernst Gottschalk und Heinz May befreundet.
Als Künstler der Avantgarde erhielt Jupp Rübsam im nationalsozialistischen Deutschland Berufsverbot, eine in Aussicht gestellte Professur in Trier verhinderten die Machthaber. 1937 wurden in der Nazi-Aktion „Entartete Kunst“ acht seiner Werke aus der Kunstsammlung der Stadt Düsseldorf, dem Provinzial-Museum Hannover und dem Vestische Museum Recklinghausen beschlagnahmt und zerstört.
Nach dem Krieg wurde er rehabilitiert. Erneut widmete er seine Schaffenskraft der Kunst im öffentlichen Raum. So entwarf er das Grabdenkmal für Johanna Ey (1947), das Mahnmal Mutter und Sohn in Remscheid (1948), die Gefangenenreliefs und das Marktfrauen-Relief am Düsseldorfer Rathaus (1953), das Mahnmal für die Opfer der Gewaltherrschaft in Mülheim an der Ruhr (1954–56), das Mahnmal Drei Nornen am Nordfriedhof Düsseldorf (1954–1956, zusammen mit Ulrich Wolf und Willy Trapp), das Relief Marktfrauen in den Arkaden des Verwaltungsgebäudes Marktplatz 6 in Düsseldorf (um 1955), ein Mahnmal in Hückeswagen (1959) sowie ein Relief am Kreisverwaltungsgebäude in Kempen (1960) und zuletzt den Froschkönig-Brunnen (1964 zusammen mit seinem Sohn Peter).
1963 wurde seine Arbeitsfähigkeit durch einen Unfall stark beeinträchtigt. Er starb 1976 in seiner Wahlheimat (Nettetal-)Hinsbeck, wo sich seit 1942 Wohnsitz und Atelier des Bildhauers befanden.
Rübsam war bis 1930 mit der ungarischen Malerin und Textil-Künstlerin Olga Anhalzer (1901–1990) verheiratet. Er war Vater des Bildhauers Peter Rübsam (* 1941).

## Ehrungen
- Cornelius-Preis der Stadt Düsseldorf (1948)
- Bundesverdienstkreuz Erster Klasse (1965)

## 1937 als „entartet“ beschlagnahmte Werke
- Pferd (Plastik, Holz, Höhe 28 cm; 1940 zur „Verwertung“ auf dem internationalen Kunstmarkt an den Kunsthändler Bernhard A. Böhmer; Verbleib unbekannt)[7]
- Ruhendes Pferd (Skulptur; vernichtet)
- Fohlen (Druckgrafik; zerstört)
- Reiter (Druckgrafik; zerstört)
- Sechs Fohlen (Radierung, 26 × 27 cm, 1924; nach 1945 sichergestellt; Stand 2020 zur Restitution im Kulturhistorischen Museum Rostock)
- Stehendes Pferd (Aquarell)
- Fressendes Pferd (Aquarell)
- Barfüßiger Reiter mit Pferd (Radierung, 22,3 × 22,9 cm, 1924; zur „Verwertung“ an den Bernhard A. Böhmer; heute in Privatbesitz)